# アンドリュー・ホア
アンドリュー・ホア（Andrew Hore 1978年9月13日 - ）は、ニュージーランド出身のラグビーユニオン選手。ポジションはフッカー。

## 人物
1978年9月13日、ダニーデンで生まれる。
本名は Andrew Keith Hore。
身長183cm、体重110kg。
愛称は「Horey」。
兄のチャーリー・ホア(Charlie Hore)もラグビー選手。

## キャリア
ジョン・マグラシャン・カレッジ卒業。カレッジ在学中の1994年、ラグビーニュージーランド16歳以下代表に選出、1995年、1996年の2年連続でセカンダリースクール(中高一貫システムの学校)代表に選出される。
1998年、ニュージーランド州代表選手権(現ITM CUP)のオタゴ州代表に入り、サウスランド戦でデビュー。1999年、21歳以下代表に選出される。
2001年、スーパー12(現スーパーラグビー)のクルセイダーズに入り、チーフス戦でデビュー。同年、オタゴからタラナキ州代表へ移籍する。
2002年、クルセイダーズからハリケーンズに移籍。同年オールブラックスに初選出され、11月9日のイングランド戦でデビュー。

2002年～2003年の2年連続で、ニュージーランド・バーバリアンズ(New Zealand Barbarians)に選出。
2005年、ジュニアオールブラックスに選出。2007年、フランスで開催されたラグビーワールドカップにニュージーランド代表として選出。
2008年を最後に代表に呼ばれていなかったが、2011年のトライネイションズに招集される。
2011年、ハイランダーズに移籍。2013年、現役を引退した。

### トライ記録
2001年の州代表選手権で、タラナキ州代表チーム最多の5トライを記録。

2004年、スーパー12で6トライ、2006年のスーパー14でふたたび6トライを記録、フッカーでの歴代シーズン最多トライ。

## リンク
- All Blacks ID=1018